# Abu Nasr Mansur
Abu Nasr Mansur ibn Ali ibn Iraq (960-1036) fue un matemático persa, conocido por descubrir el teorema del seno.
Abu Nasr Mansur nació en Guilán, dentro de una de las familias gobernantes de la región. Su posición dentro de la esfera política era equivalente a la de un príncipe. Fue maestro de Al-Biruni, de quien también sería colega en su trabajo como matemático. Juntos fueron responsables de grandes descubrimientos en las matemáticas, y se dedicaron mutuamente muchos trabajos.
Aunque la mayor parte del trabajo de Abu Nasr Mansur se centraba en las matemáticas, también escribió algunos trabajos sobre astronomía. En matemáticas, realizó importantes obras sobre trigonometría, desarrolladas a partir de los escritos de Ptolomeo. Además, preservó los trabajos de Menelao de Alejandría, y reescribió muchos de los teoremas griegos.
Abu Nasr Mansur murió cerca de la ciudad de Gazna, en la actual Afganistán.